# Polkovice
Polkovice (in tedesco Polkowitz) è un comune della Repubblica Ceca facente parte del distretto di Přerov, nella regione di Olomouc.